# Аліса у Дивокраї (анімаційний мінісеріал, 1981)
«Аліса у Дивокраї» — український анімаційний 3-серійний мінісеріал 1981 року, знятий в Україні на ТО «Київнаукфільм» режисером Єфремом Пружанським. Мультфільм знято за однойменною казковою повістю Льюїса Керрола.

## Сюжет
Мультфільм знято за однойменною казковою повістю Льюїса Керрола. Якось улітку дівчинка Аліса, погнавшись за химерним Білим Кроликом з годинником у кишені, потрапила до кролячої нори і… опинилась у Дивокраї, країні чудес. Тут Алісі доведеться кілька разів стати то меншою, то більшою, познайомитися з Синьою Гусеницею й Чеширським Котом, потрапити на «божевільне чаювання» до Капелюшника й Березневого Зайця, дізнатися, навіщо садівники фарбують троянди, зустрітися на крокетному майданчику з Чирвовою Королевою і, нарешті, взяти участь у суді над Чирвовим Валетом, який украв королівські котлети…

## Над мультфільмом працювали
- Автор сценарію: Євген Загданський
- Аніматори: Наталя Марченкова, Ніна Чурилова, Михайло Титов, Адольф Педан
- Композитор: Євген Птичкін
- Художники-постановники: Генріх Уманський, Ірина Смирнова
- Оператор: Олександр Мухін
- Звукооператор: Ізраїль Мойжес
- Редактор: Світлана Куценко
- Директор картини: Євген Дубенко

## Ролі озвучували
- Аліса — Марина Нейолова
- Білий Кролик — В'ячеслав Невинний
- Капелюшник — Олександр Бурмістров
- Чирвовий Валет — Євген Паперний
- Герцогиня — Рина Зелена
- Чирвова Королева — Тетяна Васильєва
- Березневий Заєць — Георгій Кишко
- Чеширський Кіт — Олександр Ширвіндт
- Текст від автора — Ростислав Плятт

## Українське багатоголосе закадрове озвучення
Українською мовою озвучено студією «Так Треба Продакшн» на замовлення телеканалу «К1» у 2017 році. Ролі озвучували: Євген Пашин, Володимир Терещук, Роман Семисал, Валентина Сова і Вікторія Москаленко.